# Maintenon
Maintenon è un comune francese di 4 580 abitanti situato nel dipartimento dell'Eure-et-Loir nella regione del Centro-Valle della Loira.
Maintenon è un comune rurale, nato all'ombra di un castello le cui prime tracce risalgono al XIII secolo. La notorietà del comune è legata alla proprietà donata nel 1687 dal Re Sole a Françoise d'Aubigné, governante dei figli avuti da Madame de Montespan, e più tardi sua moglie segreta. In forza di questo dono, la d'Aubigné ottenne anche il titolo di Marquise de Maintenon, con il quale è universalmente nota.

## Monumenti e luoghi d'interesse
- Il Castello, considerato una sorta di regale nursery, fu ampiamente ristrutturato dalla nuova proprietaria, la Marchesa di Maintenon ed ospitò spesso i principi e il cerchio più stretto della famiglia reale. Racine vi scrisse, per le signorine del collegio di Saint-Cyr, le due tragedie "Esther" e "Athalie".
- Vestigia dell'Acquedotto. Sono un'altra attrattiva locale. Avrebbe dovuto alimentare con le acque dell'Eure, le fontane di Versailles, attraversando il parco del castello.

L'opera, benché assai cara a Luigi XIV, rimase incompiuta, e non ne restano che alcune vestigia isolate.
- Sito neolitico. Sorge ai margini del territorio del comune, i cui resti megalitici sono in corso di scavo.

## Società

### Evoluzione demografica
Abitanti censiti